# Европейский социально-экономический комитет

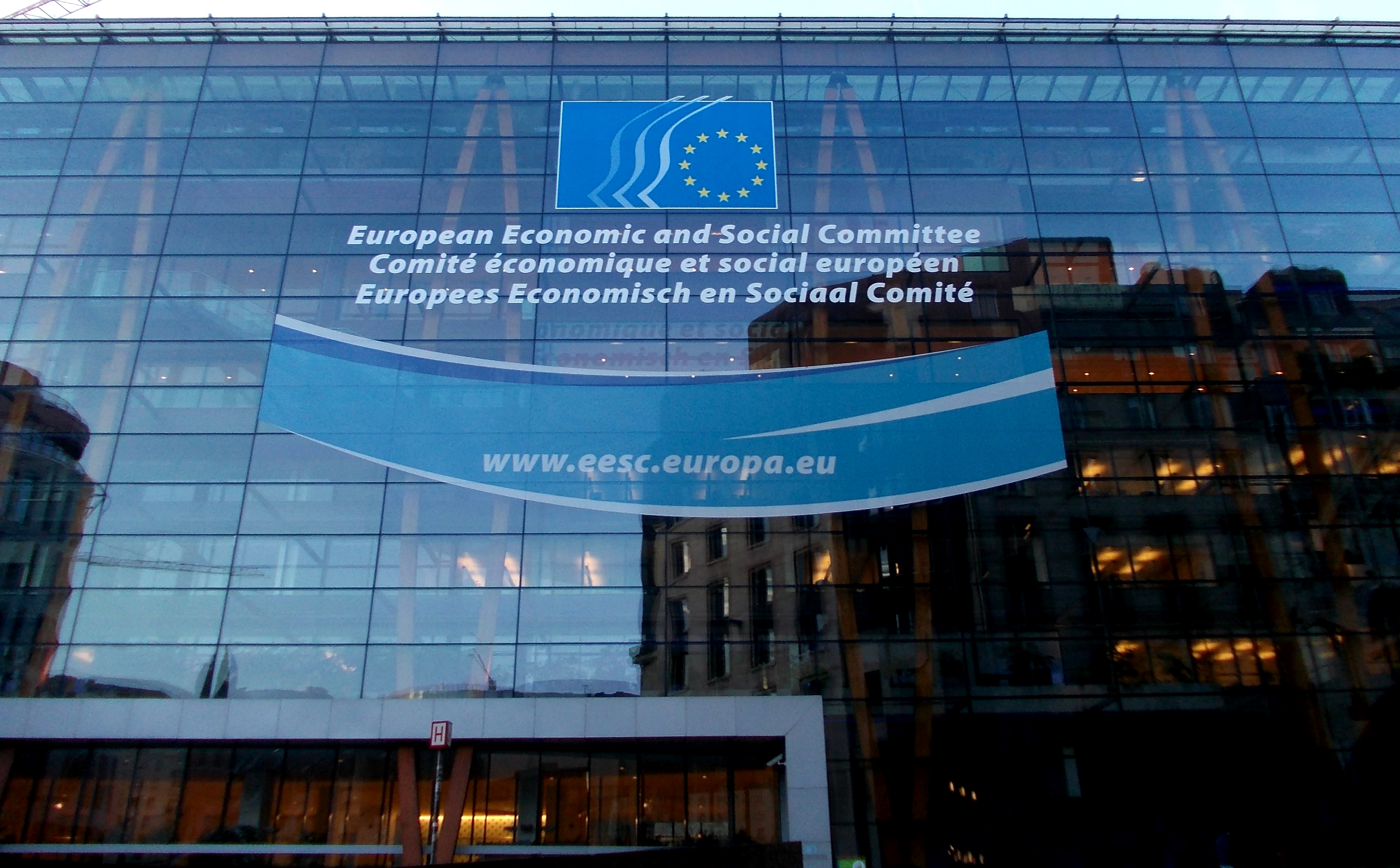
European Economic and Social Committee

Европейский социально-экономический комитет (англ. European Economic and Social committee, фр. Comité économique et social européen, нем. Europäischer Wirtschafts und Sozialausschuss) — консультативный орган Европейского Союза. Социально-экономический комитет (СЕК) создан в 1957 году согласно Договору об учреждении Европейского Сообщества, чтобы обеспечить представительство интересов разных экономических и социальных групп.
Комитет состоит из 329 членов; их назначает Совет Европейского Союза на 5 лет по рекомендации национальных правительств. Члены Социально-экономического комитета относятся к таким категориям так называемого организованного гражданского общества как наниматели, профсоюзные деятели и представители различных групп интересов (профессиональных объединений, фермеров, защитников окружающей среды, потребителей и т. п.). Социально-экономический комитет представляет их позицию и отстаивает их интересы в диалоге с Европейской Комиссией, Советом Европейского Союза и Европейским Парламентом. Задание Социально-экономического комитета состоит в том, чтобы давать советы Комиссии и Совету, которые обязаны консультироваться с ним по социальным и экономическим вопросам. Социально-экономический комитет может также высказывать свою позицию по собственной инициативе. Таким образом, Социально-экономический комитет должен играть роль своеобразного «моста» между Европейским Союзом и гражданами.
Члены Социально-экономического комитета встречаются на пленарных заседаниях около десяти раз в год, а чаще заседают меньшими группами.
Ниццкий договор не изменил распределения мест в Комитете между государствами-членами, он лишь оговорил, учитывая расширение Союза, в будущем количество мест в Социально-экономическом комитете не должна превышать 350 (последнее расширение не вышло за этот предел. Договор прояснил также принципы назначения членов комитета: он должен состоять из «Представителей различных экономических и социальных групп организованного гражданского общества» (Статья 257 Договора об учреждении Европейского Сообщества).

## Представители различных стран
| Количество представителей | Страны                                                                     |
| 24                        | Германия Франция Италия                                                    |
| 21                        | Испания Польша                                                             |
| 15                        | Румыния                                                                    |
| 12                        | Бельгия Болгария Греция Нидерланды Австрия Португалия Швеция Венгрия Чехия |
| 9                         | Дания Финляндия Ирландия Литва Словакия                                    |
| 7                         | Эстония Латвия Словения                                                    |
| 6                         | Люксембург Кипр                                                            |
| 5                         | Мальта                                                                     |